# Frank Horrabin

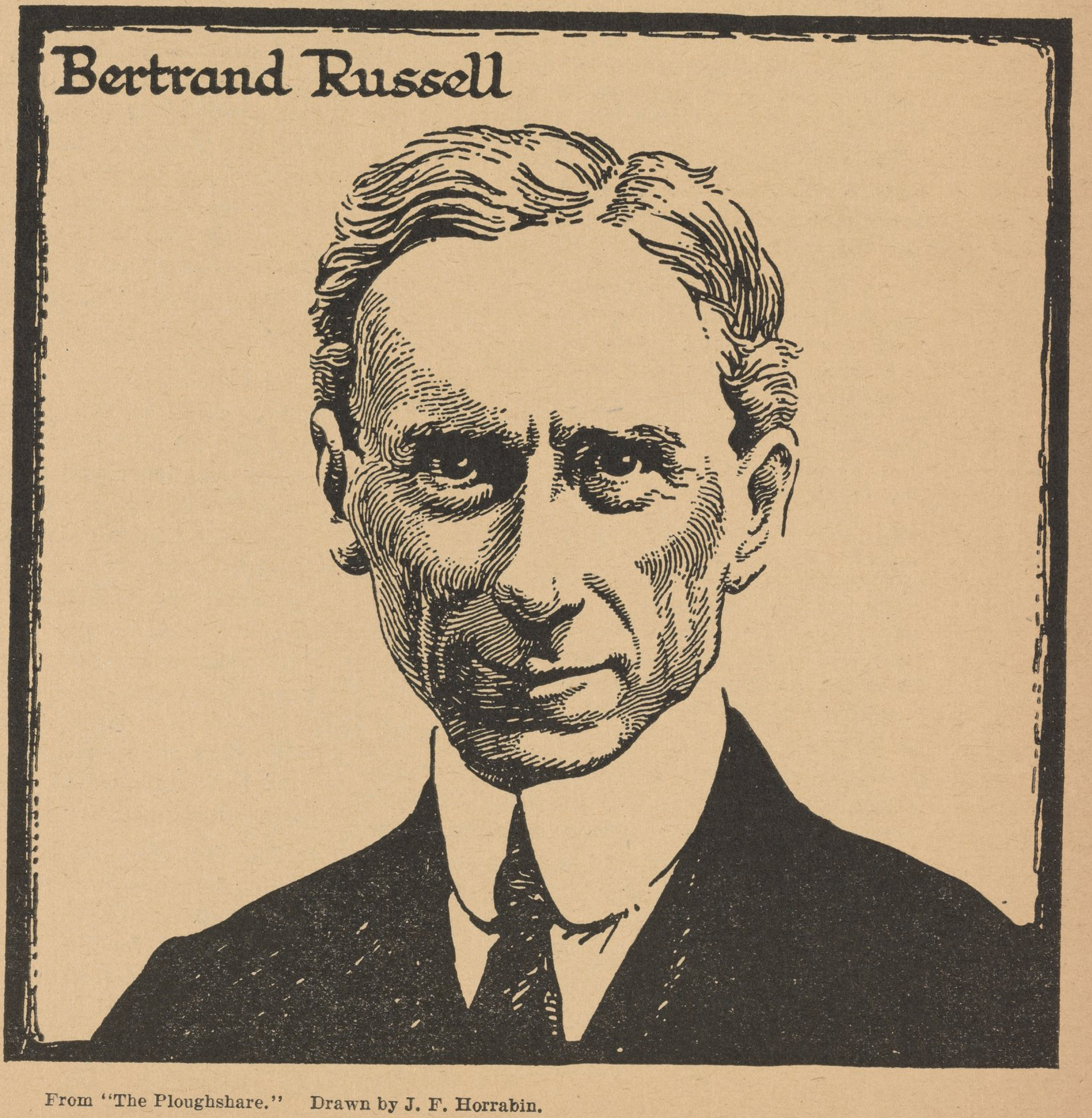
Frank Horrabin (1917)

James Francis Horrabin (* 1. November 1884 in Peterborough; † 2. März 1962 in Hendon, London) war ein britischer Autor, Cartoonist und Politiker (Labour Party).

## Leben und Tätigkeit
Nach dem Besuch der Stamford School studierte Horrabin Metall-Design (metalwork design) an der Sheffield School of Art. 1906 wurde er Zeichner bei der Zeitung Sheffield Telegraph. Drei Jahre später, 1909, wechselte er Kunstredakteur für den Yorkshire Telegraph and Star. 1911 siedelte er nach London über, wo er Kunstredakteur für die Daily News wurde. 1914 wurde er Redakteur der Zeitung The Plebs, dem Organ der Plebs' League, einer Organisation, die sich für die Verbesserung der Bildung von Arbeitern einsetzte.
1919 schuf Horrabin die Cartoon-Reihe The Adventures of the Noah Family, die fortan in der Daily News erschien. Diese beschreibt das Leben einer Vorstadtfamilie, die die Namen des biblischen Noah und seiner Söhne teilt und zusammen mit ihrem Haustier, einem Bärenjungen namens Happy in der Ararat Avenue lebt. Die Reihe wurde bis in die 1940er Jahre veröffentlicht und in mehreren Sammelbänden nachgedruckt.
1920 steuerte Horrabin die Illustrationen für Herbert George Wells Werk The Outline of History bei. 1922 entwickelte er den Comicstrip Dot and Carrie, der bis 1962 veröffentlicht wurde (zunächst im Star später in der Evening News).
Bei der Unterhauswahl von 1929 wurde Horrabin als Kandidat der Labour Party im Wahlkreis Peterborough ins House of Commons, das britische Parlament, gewählt, dem er in der Folge bis zur Wahl des Jahres 1931 als Abgeordneter angehörte.
1932 schloss Horrabin sich der Society for Socialist Inquiry and Propaganda an, als deren Vorsitzender er ab 1936 amtierte. Außerdem wurde er Mitglied des Nationalen Rates der Socialist League und wurde Herausgeber der Verbandszeitschrift der Liga The Socialist and Socialist Leaguer.
Aufgrund seiner Tätigkeit geriet Horrabin Ende der 1930er Jahre ins Visier der nationalsozialistischen Polizeiorgane, die ihn als wichtige Zielperson einstuften: Im Frühjahr 1940 setzte das Reichssicherheitshauptamt in Berlin ihn auf die Sonderfahndungsliste G.B., ein Verzeichnis von Personen, die im Falle einer erfolgreichen Invasion und Besetzung der britischen Inseln durch die Wehrmacht von den Besatzungstruppen nachfolgenden Sonderkommandos der SS mit besonderer Priorität ausfindig gemacht und verhaftet werden sollten.
Zusammen mit Rita Hinden und Arthur Creech Jones gründete Horrabin in den 1940er Jahren das Fabian Colonial Bureau, dessen Organ, Empire, er herausgab. Von 1945 bis 1950 amtierte er als Vorsitzender dieser Einrichtung.
Horrabin starb 1962 an den Folgen einer Bronchienentzündung.

## Familie
1911 heiratete Horrabin Winifred Batho. Die Ehe wurde 1947 geschieden. 1948 heiratete er in zweiter Ehe Margaret Victoria McWilliams, mit der er bereits seit den 1930er Jahren parallel zu seiner Ehe liiert gewesen war.

## Schriften
- An Outline of Economic Geography, 1923.
- Working Class Education, 1924. (zusammen mit seiner Ehefrau Winifred Horrabin)
- The Workers History of the Great Stirke, 1927. (mit Ellen Wilkinson und Raymond Postgate)